# 3523 Arina
3523 Arina је астероид главног астероидног појаса са средњом удаљеношћу од Сунца која износи 2,371 астрономских јединица (АЈ).
Апсолутна магнитуда астероида је 12,2.